# Seizoensaspect
Seizoensaspecten zijn fenologische kenmerken van de (temporele) vegetatiestructuur. Ze zijn vooral waar te nemen aan meer complexe vegetaties van klimaatgebieden met duidelijke periodiciteit, wisseling in de seizoenen. Fenologie is de studie van seizoensaspecten, de temporele structuur. De fenologische toestand bij planten in een vegetatie is het stadium van de levenscyclus waarin de soort verkeert op het moment van de vegetatieopname (bv. vegetatief, knopdragend, bloeiend, uitgebloeid, met onrijpe of met rijpe zaden of vruchten); bij mossen wordt gelet op de aanwezigheid van kapsels en het rijpheidsstadium daarvan.
Het eiken-haagbeukenbos (Stellario-Carpinetum) is een voorbeeld van een plantengemeenschap met duidelijke seizoensaspecten: de opvallende bloei van veel planten in de ondergroei bloeit ongeveer in de zelfde voorjaars-periode. 
Te onderscheiden aspecten in de loop van het jaar:
| aspect         | aspect     | periode                       | kenmerken fenofase                           |
| -------------- | ---------- | ----------------------------- | -------------------------------------------- |
| winter         | hiemaal    | november - maart              | rusttoestand, goed ontwikkelde strooisellaag |
| vroeg voorjaar | prevernaal | maart - april                 | vroege bloeiers, nog geen bladeren           |
| voorjaar       | vernaal    | mei - half juni               | uitbottende knoppen bij bomen                |
| zomer          | aestivaal  | half juni - half juli         | volledige ontwikkeling van de vegetatie      |
| nazomer        | serotinaal | half juli - half september    | veroudering van de bladeren, herfstkleuren   |
| herfst         | autumnaal  | half september - eind oktober | bladval                                      |
In gebieden met een zeer gelijkmatig klimaat als tropisch regenwoud, maar ook eenvoudige vegetaties als alpiene en arctische vegetaties en ook mos- en korstmosvegetatie vertonen weinig seizoensaspecten.